# Milton George Henschel
Milton George Henschel (9. august 1920 – 22. marts 2003) var medlem af det Styrende Råd og den femte præsident af Vagttårnets Bibel- og Traktatselskab, som er Jehovas Vidners officielle kirkeorganisation. Han fulgte Frederick William Franz som præsident i 1992.
Milton Henschel blev født i Pomona, New Jersey. Hans far, Herman George Henschel, var en af stifterne af Vagtårnetselskabets bondegård på Staten Island. Familien flyttede til Brooklyn, New York i 1934.
Milton blev i 1934 døbt som Jehovas Vidne og flyttede til Betel i 1939. I 1956 giftede Henschel sig med Lucille Bennett, en af studenterne af den 14. klasse af Watchtower Bible School of Gilead, som havde missioneret i Venezuela. Henschel døde den 22. marts 2003 i en alder af 82 år.

## Privatliv
I 1939 blev Henschel Nathan Homer Knorrs sekretær. Da Knorr i 1942 blev den tredje præsident for Vagttårnetselskabet, fortsatte Henschel som hans assistent. Henschel rejste ofte sammen med Knorr og besøgte mindst 150 lande. 
Henschel blev en af de 144.000 salvende. Henschel blev valgt til det styrende råd i 1947,
I 1960 var Henschel zonetilsynsmand og besøgte flere lande og deres landskontorer. I marts 1963 blev Henschel og en stor gruppe Jehovas Vidner arresteret og mishandlet ved et religiøst møde i Liberia. I juni 1963 var Henschel inviteret af Larry King til hans talkshow. I juli 1968 blev han interviewet af Detroit Free Press. Henschel blev spurgt om Selskabets holdning til organ transplantation., ifølge avisen svarede han, at "organtransplantation er det samme som kannibalisme", noget der blev ændret i 1980. I 1973 var han landstjener for Amerika.
Ved Vagttårnetselskabets hundrede års jubilæum i 1984 var Henschel formand. Ved sit besøg i 1991 i Moskva forhandlede han med "Committee of Religious Affairs in Moscow". Det førte til Jehovas Vidners anerkendelsen i marts 1991.
Henschel blev valgt som præsident for Vagttårnetselskabet den 30. december 1992 og var det til 2000. Store organisatoriske ændringer blev gennemført i 2000, da det Styrende Råd blev separeret fra Vagttårnetselskabets organisation. Alle medlemmer, der havde poster i selskabet, fratrådte, og Henschel fratråde sin stilling som præsident. Don Alden Adams blev valgt som ny præsident. Henschel forblev medlem af det Styrende Råd til han døde i 2003.